# Oniichan wa Oshimai!
Oniichan wa Oshimai! (お兄ちゃんはおしまい! lit. ¡Mi hermano mayor está acabado!?), también conocida como Onimai: I'm Now Your Sister!, es una serie de manga japonés escrita e ilustrada por Nekotofu. La serie se publica en línea en Pixiv y Nico Nico Seiga desde 2017. Actualmente también se serializa en la revista Gekkan Comic Rex de Ichijinsha. La serie se ha compilado en diez volúmenes tankōbon hasta el momento, y tiene licencia en inglés por Kodansha USA. Se ha anunciado una adaptación de la serie a anime por Studio Bind que se estrenó el 5 de enero de 2023.

## Argumento
La serie sigue a Mahiro Oyama, un otaku que vive con su hermana científica menor Mihari. Un día se despierta como mujer, resultado de uno de los experimentos de Mihari. Mahiro ahora debe aprender a vivir como una mujer, todo mientras hace amigos en su nueva escuela.

## Personajes
Mahiro Oyama (緒山 真尋 Oyama Mahiro?)
 Seiyū: Marika Kōno (CD drama, anime)
El protagonista de la serie, Mahiro, anteriormente era un hombre otaku, gamer, neet y hikikomori que vivía con su hermana menor Mihari hasta que se convirtió en una chica como resultado de uno de sus experimentos. Mahiro termina transfiriéndose a una escuela secundaria.
Mihari Oyama (緒山 みはり Oyama Mihari?)
 Seiyū: Kaori Ishihara (CD drama, anime)
La hermana menor de Mahiro y científica. Convirtió a Mahiro en una chica como resultado de uno de sus experimentos. Su objetivo es rehabilitar a su hermano en la sociedad.
Kaede Hozuki (穂月 かえで Hozuki Kaede?)
 Seiyū: Hisako Kanemoto (CD drama, anime)
Amiga de Mihari y una gal.
Momiji Hozuki (穂月 もみじ Hozuki Momiji?)
 Seiyū: Minami Tsuda (CD drama, anime)
La hermana menor de Kaede. Es una tomboy por lo que generalmente lleva ropa de chico.
Asahi Ōka (桜花 あさひ Ōka Asahi?)
 Seiyū: Kana Yūki
Una vieja amiga y compañera de clase de Momiji. Es alegre y algo descuidada. No piensa mucho antes de hablar y suele verse sonriente y llena de energía.
Miyo Murosaki (室崎 みよ Murosaki Miyo?)
 Seiyū: Natsumi Hioka
Es una himejoshi por lo que es aficionada a leer mangas, ver animes o lo que sea relacionado con el género Yuri

## Media

### Manga
Oniichan wa Oshimai! es escrito e ilustrado por Nekotofu, quién comenzó a serializarlo en línea a través de Pixiv y otras plataformas en 2017. También comenzó en a publicarla en la revista Gekkan Comic Rex de Ichijinsha el 27 de abril de 2019. Ichijinsha ha recopilado sus capítulos en volúmenes tankōbon individuales. El primero se publicó el 27 de junio de 2018, y hasta el momento se han lanzado diez volúmenes. En América del Norte, Kodansha USA está publicando la serie en inglés.
| Volúmenes de manga publicados | Volúmenes de manga publicados | Volúmenes de manga publicados                                    |
| Número                        | Fecha de lanzamiento          | ISBN                                                             |
| ----------------------------- | ----------------------------- | ---------------------------------------------------------------- |
| 1                             | 28 de junio de 2018           | ISBN 978-4-7580-6750-8                                           |
| 2                             | 26 de enero de 2019           | ISBN 978-4-7580-6792-8                                           |
| 3                             | 27 de septiembre de 2019      | ISBN 978-4-7580-6828-4                                           |
| 4                             | 27 de julio de 2020           | ISBN 978-4-7580-6883-3                                           |
| 5                             | 27 de mayo de 2021            | ISBN 978-4-7580-6917-5                                           |
| 6                             | 27 de abril de 2022           | ISBN 978-4-7580-6977-9                                           |
| 7                             | 7 de enero de 2023            | ISBN 978-4-7580-8400-0 ISBN 978-4-7580-8401-7 (edición especial) |
| 8                             | 27 de noviembre de 2023       | ISBN 978-4-7580-8456-7 ISBN 978-4-7580-8457-4 (edición especial) |
| 9                             | 27 de septiembre de 2024      | ISBN 978-4-7580-8582-3 ISBN 978-4-7580-8583-0 (edición especial) |
| 10                            | 26 de julio de 2025           | ISBN 978-4-7580-8756-8 ISBN 978-4-7580-8757-5 (edición especial) |

### Anime
Se anunció una adaptación de serie a anime el 22 de abril de 2022. Está producida por Studio Bind y dirigida por Shingo Fujii, con guiones escritos por Michiko Yokote, diseños de personajes a cargo de Ryo Imamura y música compuesta por Daisuke Achiba y Alisa Okehazama. La serie se estrenó el 5 de enero de 2023 en AT-X y otras redes. El tema de apertura es «Identeitei Meltdown» (アイデン貞貞メルトダウン?) de P Maru-sama y Enako, mientras que el tema de cierre es «Himegoto * Cry Sisters» (ひめごと＊クライシスターズ?) de Marika Kōno, Kaori Ishihara, Hisako Kanemoto y Minami Tsuda. Crunchyroll obtuvo la licencia de la serie fuera de Asia.

## Recepción
Oniichan wa Oshimai! ocupó el quinto lugar en el Next Manga Award de 2018 en la categoría de manga web, y ocupó el noveno lugar en Web Manga Overall Election 2019 en octubre de 2019. El manga también ocupó el tercer lugar en la clasificación Manga We Want to See Animated de AnimeJapan en 2020, y ocupó el séptimo lugar en 2021.